# Saltos ornamentais no Campeonato Mundial de Esportes Aquáticos de 2009 - Trampolim 3 m individual masculino
A prova de trampolim 3m individual masculino dos saltos ornamentais no Campeonato Mundial de Esportes Aquáticos de 2009 foi realizada nos dias 22 e 23 de julho no Stadio del Nuoto em Roma.

## Calendário
| Fase         | Data     |
| ------------ | -------- |
| Eliminatória | 22/julho |
| Semifinal    | 22/julho |
| Final        | 23/julho |

## Medalhistas
| Ouro           | Prata             | Bronze                   |
| He Chong (CHN) | Troy Dumais (USA) | Alexandre Despatie (CAN) |

## Resultados
| Pos. | Atleta                    | Atleta               | Pontos |
| ---- | ------------------------- | -------------------- | ------ |
| 1    | Troy Dumais               | Estados Unidos       | 483,65 |
| 1    | Alexandre Despatie        | Canadá               | 483,55 |
| 3    | He Chong                  | China                | 480,90 |
| 4    | Zhang Xinhua              | China                | 472,60 |
| 5    | Yahel Castillo            | México               | 463,95 |
| 6    | Reuben Ross               | Canadá               | 463,00 |
| 7    | Javier Illana             | Espanha              | 446,85 |
| 8    | Michele Benedetti         | Itália               | 445,45 |
| 9    | César Castro              | Brasil               | 437,45 |
| 10   | Chris Colwill             | Estados Unidos       | 437,10 |
| 11   | Matthew Mitcham           | Austrália            | 434,35 |
| 12   | Patrick Hausding          | Alemanha             | 426,05 |
| 13   | Anton Zakharov            | Ucrânia              | 420,35 |
| 14   | Timo Klami                | Noruega              | 405,00 |
| 15   | Jorge Luis Pupo Carballo  | Cuba                 | 399,55 |
| 16   | Víctor Manuel Toranzo     | Cuba                 | 397,40 |
| 17   | Jonathan Ruvalcaba        | México               | 395,95 |
| 18   | Son Seongchel             | Coreia do Sul        | 392,55 |
| 19   | Matthieu Rosset           | França               | 386,00 |
| 20   | Damien Cely               | França               | 385,50 |
| 20   | Jonathan Jörnfalk         | Suécia               | 385,50 |
| 22   | Daniel Egana              | Suécia               | 385,20 |
| 23   | Nicola Marconi            | Itália               | 382,30 |
| 24   | Ramon de Meijer           | Países Baixos        | 371,95 |
| 25   | Constantin Blaha          | Áustria              | 361,10 |
| 26   | Charles Calvert           | Reino Unido          | 360,30 |
| 27   | Carlos Calvo              | Espanha              | 360,15 |
| 28   | Alexandros Manos          | Grécia               | 359,20 |
| 29   | Yeoh Ken Nee              | Malásia              | 358,80 |
| 30   | Ben Swain                 | Reino Unido          | 356,05 |
| 31   | Pavlo Rozenberg           | Alemanha             | 355,30 |
| 32   | Illya Kvasha              | Ucrânia              | 355,05 |
| 33   | Stefanos Paparounas       | Grécia               | 353,10 |
| 34   | Evgeny Kuznetsov          | Rússia               | 344,55 |
| 35   | Shota Korakhashvili       | Geórgia              | 344,00 |
| 36   | Andrzej Rzeszutek         | Polónia              | 341,10 |
| 37   | Grant Nel                 | Austrália            | 332,70 |
| 38   | Sebastian Villa Castaneda | Colômbia             | 327,55 |
| 39   | Yuriy Kunakov             | Rússia               | 326,80 |
| 40   | Muhammad Fakhru Izzat     | Malásia              | 325,25 |
| 41   | Chola Chanturia           | Geórgia              | 323,95 |
| 42   | Ville Vahtola             | Finlândia            | 314,80 |
| 43   | Ignas Barkauskas          | Lituânia             | 314,65 |
| 44   | Sime Peric                | Croácia              | 305,20 |
| 45   | Jorge Sanchez             | Venezuela            | 304,15 |
| 46   | Yorick de Bruijn          | Países Baixos        | 292,05 |
| 47   | Akhmad Sukran Jamjami     | Indonésia            | 290,70 |
| 48   | Argenis Alvarez           | República Dominicana | 279,30 |
| 49   | Sergej Baziuk             | Lituânia             | 279,30 |
| 50   | Foo Chuen Li              | Hong Kong            | 279,30 |
| 51   | Farid Gurbanov            | Azerbaijão           | 279,30 |

| Pos. | Atleta                   | Atleta         | Pontos |
| ---- | ------------------------ | -------------- | ------ |
| 1    | Alexandre Despatie       | Canadá         | 485,05 |
| 2    | He Chong                 | China          | 483,30 |
| 3    | Troy Dumais              | Estados Unidos | 471,50 |
| 4    | Zhang Xinhua             | China          | 471,00 |
| 5    | Matthew Mitcham          | Austrália      | 467,15 |
| 6    | César Castro             | Brasil         | 456,55 |
| 7    | Javier Illana            | Espanha        | 454,80 |
| 8    | Yahel Castillo           | México         | 452,05 |
| 9    | Reuben Ross              | Canadá         | 434,55 |
| 10   | Patrick Hausding         | Alemanha       | 434,10 |
| 11   | Chris Colwill            | Estados Unidos | 429,20 |
| 12   | Michele Benedetti        | Itália         | 422,00 |
| 13   | Jorge Luis Pupo Carballo | Cuba           | 420,60 |
| 14   | Timo Klami               | Noruega        | 412,35 |
| 15   | Anton Zakharov           | Ucrânia        | 397,80 |
| 16   | Son Seongchel            | Coreia do Sul  | 397,00 |
| 17   | Jonathan Ruvalcaba       | México         | 374,55 |
| 18   | Víctor Manuel Toranzo    | Cuba           | 370,80 |

| Pos.              | Atleta             | Atleta         | Pontos |
| ----------------- | ------------------ | -------------- | ------ |
| Medalha de ouro   | He Chong           | China          | 505,20 |
| Medalha de prata  | Troy Dumais        | Estados Unidos | 498,40 |
| Medalha de bronze | Alexandre Despatie | Canadá         | 490,30 |
| 4                 | Zhang Xinhua       | China          | 487,75 |
| 5                 | César Castro       | Brasil         | 466,90 |
| 6                 | Yahel Castillo     | México         | 459,90 |
| 7                 | Javier Illana      | Espanha        | 452,10 |
| 8                 | Chris Colwill      | Estados Unidos | 451,70 |
| 9                 | Matthew Mitcham    | Austrália      | 431,30 |
| 10                | Patrick Hausding   | Alemanha       | 426,45 |
| 11                | Reuben Ross        | Canadá         | 425,30 |
| 12                | Michele Benedetti  | Itália         | 415,70 |